# Провидіння (печера)
Провидіння (рос. Провидения) — печера в Архангельській області, на Біломорсько-Кулойському плато європейської півночі Росії. Карстова печера горизонтального типу простягання. Загальна протяжність — 540 м. Глибина печери становить 10 м. Категорія складності проходження ходів печери — 1.